# Santa María Guienagati
Santa María Guienagati là một đô thị thuộc bang Oaxaca, México. Năm 2005, dân số của đô thị này là 2911 người.